# 筇竹寺
筇竹寺是位于云南省昆明市城西玉案山上的一座佛教寺庙，为禅宗传入云南的第一寺。寺庙主体结构包括天王殿、大雄宝殿、华严阁及两侧厢房。2001年，筇竹寺被国务院列入第五批全国重点文物保护单位。

## 历史沿革
筇竹寺始建于唐代贞观年间，后由大理国鄯阐府的高光、高智兄弟扩建。元代初年，昆明僧人雄辩法师在此讲经修行，寺院声誉逐渐上升。明永乐十七年（1419年），寺院发生火灾被毁，至二十年（1422年）开始重建，历时7年完工。此后数百年间，筇竹寺又多次修缮。
成化十三年（1477年），明朝政府派遣云南镇守太监钱能在筇竹寺开设“千日道场”，寺院规模得以继续扩大并成为昆明名胜之一。崇祯十一年（1638年），徐霞客到访寺院，受到金公趾、严似祖等人的接待。清光绪十一年（1885年），云贵总督岑毓英资助翻修该寺，历经6年工程告竣。民国年间，戒尘法师再次修葺筇竹寺并将大殿屋顶降低1米。

## 建筑与文物
筇竹寺建筑延中轴线分布，成四进三院构型，依山势层层上升，主要建筑有钟鼓楼、山门、天王殿、梵音阁、天台阁、大雄宝殿、华严阁和海慧塔，其中又以天王殿、大雄宝殿和华严阁为核心建筑。
筇竹寺各殿均供奉有佛教塑像。天王殿正中为弥勒佛像，背面为韦陀菩萨，两侧则为四大天王塑像。大雄宝殿内部存有元代的三世佛塑像，正中为释迦牟尼佛，左侧为药师佛，右侧为阿弥陀佛，后檐下则为关羽、关平和周仓像。梵音阁内有千手千眼观音坐像，左右两手上下又各有20手，每只手上雕刻有1眼，合计42手40眼。
筇竹寺留存有20座元代至民国时期的僧侣墓塔，散落分布在寺院西面山坡上。其中雄辩法师墓建于元大德年间，为砖砌喇嘛塔式墓。其基台高0.5米，近似呈边长2至2.1米的方形。基台上为高1.01米，长1.45米，宽0.55米的重叠须弥座。座上为高1米，周长3.3米的覆钵状塔身，塔顶则又塑有高约0.35米的小须弥座。座上有以莲花瓣纹装饰，红色砂岩雕成的叠涩，与上部遗存结构合计高0.64米。墓塔伞盖、宝顶今已遗失。雄辩法师墓两侧略后方还各建有一座弟子墓。
筇竹寺内还收藏有许多碑刻，记录有建寺历史和高僧事迹。元至大三年（1310年）刻录完成的雄辩法师塔铭原立于寺院后山的墓塔前，整体为砂石质，圆首并配有长方形须弥座，整碑高1.66米，宽0.66米，碑身两面各以行书刻字14行，每行32字，记叙了雄辩法师的生平和早期佛教在云南的传播。时至今日，原碑已经损毁，但光绪时期的《云南通志》、民国时期的《新纂云南通志》等史料中均有对其的记载，后人得以完成重建。寺院大雄宝殿内则存有筇竹寺圣旨碑，该碑高1.5米，宽0.85米，整体为砂石质，圆首并配有云纹浮雕。碑正面记录有至大三年（1310年）寺院住持玄坚的师兄玄慧远赴大都朝见元武宗时武宗颁布的圣旨，碑背面则镌刻着以蒙古文书写的《云南王藏经碑》，为至元六年（1340年）云南王阿鲁颁给筇竹寺的令旨。

## 筇竹寺五百罗汉
筇竹寺五百罗汉由四川合州工匠黎广修及其弟子林有生、飞良等自光绪九年（1883年）起历时7年完成，被誉为“东方雕塑宝库中的明珠”。五百尊罗汉塑像分布于寺院大殿两壁共68尊、天台阁216尊、梵音阁216尊，像高1至1.2米，曾为云南省重点文物保护单位，后随筇竹寺列入全国重点文物保护单位。
筇竹寺五百罗汉在题材和艺术表现等方面与其他寺院的五百罗汉有显著差别。布局方面，筇竹寺寺院规模有限，没有专设的罗汉堂，在塑像的布置上，工匠们放弃了四周设置入口、内设四个小天井、依罗汉尊号单层排列的传统“田”字形布局：梵音阁和天台阁都分设北、中、南三堂，堂内塑像以三层陈列，一、三层为坐姿，二层为站姿，环列三壁。选材方面，该塑像群内包含帝王将相、平民书生、洋人教士等形象，引入了买卖、读写等市井生活内容。艺术表现方面，为追求场景的还原，工匠们为罗汉像赋予了较为丰富的肢体语言，并在单人形象外以两三个罗汉为一组，形成互相关联的小型情景。由于罗汉像姿态差异巨大，塑像群排列并不整齐，在修建过程中，工匠们以整体设计思路规避布局的混乱，使之形成风格统一、浑然一体的视觉效果。
筇竹寺五百罗汉塑像每2至5年就会进行一次小规模修补工作，修复彩塑裂纹和缺失部分并对沉积物进行清理。1997年至2001年，云南省文物局、昆明市宗教局等部门组织浙江籍工匠对彩塑和其所在建筑开展了一次较大规模的修复和改造性维修工程。2007年，云南省文物考古研究所又使用当时较为先进的材料和方法对塑像进行了全面的检查和修复。2016年，五华区文体旅游局对五百罗汉塑像完成3D全息扫描保存工作，数据同时保存于中国国家文物局和区文体旅游局，如塑像受损，可通过3D打印方式复原。

## 保护问题
1996年，筇竹寺附近采石场因使用炸药爆破山体对罗汉塑像造成影响而被关停。2011年，寺院所处玉案山和附近万佛山的两座采石场再次因爆破造成的震动问题而被调查。2012年，因周边道路改造，部分货运通道变更线路，大量重型货车在夜间违规使用筇竹寺外的旅游专线，造成寺院瓦片掉落和建筑开裂。此外，筇竹寺附近山体还曾发生过山火、泥石流等自然灾害，一度威胁到寺院安全。